# Cratere di Popigai
Il cratere di Popigai (in russo Попигай?, Popigaj) è un cratere d'impatto situato nel Territorio di Krasnojarsk, nella Russia siberiana, a un'ora e mezza di elicottero dall'avamposto di Chatanga; è il quarto cratere d'impatto per diametro sulla Terra.

## Formazione
L'impatto di una grossa meteorite formò il cratere del diametro di 100 km 35,7 ± 0,2 (2σ) milioni di anni fa, durante il tardo Eocene (piano Priaboniano).
Le pressioni d'urto dovute all'impatto trasformarono istantaneamente la grafite nel terreno in diamanti in un raggio di 13,6 km dal punto d'impatto. I diamanti sono solitamente di 0,5-2 mm di diametro, pochi campioni eccezionali sono di 10 mm di dimensione. I diamanti non solo hanno ereditato la forma tabulare delle vene originarie di grafite, ma hanno inoltre conservato le delicate striature dei cristalli originari; questo tipo di diamanti è conosciuto come "diamante da impatto", poiché si pensa sia prodotto quando un meteorite colpisce un deposito di grafite ad alta velocità.
Popigai è il miglior esempio di formazione di un cratere di questo tipo. Altri tre crateri sono più larghi, ma sono sepolti (Chicxulub), fortemente deformati (Sudbury) o deformati e gravemente erosi (Vredefort). C'è una piccola probabilità che il cratere d'impatto di Popigai si sia formato simultaneamente con i crateri d'impatto della Baia di Chesapeake e di Toms Canyon, approssimativamente formatisi 35 milioni di anni fa.

## Storia
È stato designato dall'UNESCO come parco geologico, un sito dotato di un particolare patrimonio geologico.
Il cratere fu scoperto nel 1955 e il giacimento di diamanti venne scoperto negli anni Settanta, ma le autorità russe lo tennero nascosto per evitare di destabilizzare il mercato dei diamanti, su cui già dominavano; nel 1997 fu intrapresa una importante spedizione di investigazione (IPEX 1997) che fece progredire notevolmente la conoscenza della struttura. La sua esistenza è stata rivelata nel settembre del 2012 e le autorità russe hanno dichiarato che il contenuto del giacimento consisterebbe in "trilioni di carati" (centinaia di migliaia di tonnellate) e che ci sarebbero abbastanza diamanti da sopperire alle richieste globali per 3000 anni, pur considerando la difficoltà per scavare in profondità affinché raggiungere il giacimento. Molti dei diamanti di Popigai contengono Lonsdaleite cristallina, un allotropo del carbonio che ha un reticolo esagonale. Queste pietre sono il 58% più dure dei diamanti comuni se puri.